# روم و ایران: دو قدرت جهانی در کشاکش و هم‌زیستی
روم و ایران: دو قدرت جهانی در کشاکش و هم‌زیستی کتابی از انگلبرت وینتر و بئاته دیگناس با ترجمهٔ کیکاووس جهانداری است که در سال ۱۳۸۶ منتشر و در مراسم کتاب سال جمهوری اسلامی ایران به‌عنوان کتاب برگزیده معرفی شد.